# Carl Agardh Westerlund
Carl Agardh Westerlund ( 1831 - 1908 ) fue un zoólogo y botánico sueco.

## Algunas publicaciones
- 1865.  Sveriges land- och sötvatten-mollusker, beskrifna (Descripción en la tierra de Suecia de los moluscos de agua dulce). Ed. Comisionado de C.W.K. Catálogo Gleerups, Lund.
- 1871.  Katalog der in der Paläarctischen Region lebenden Binnenconchylien. Ed. Comisionado de C.W.K. Catálogo Gleerups, Lund.
- 1884.  Sveriges, Norges, Danmarks och Finlands land- och sötvatten-mollusker (Suecia, Noruega, Dinamarca y Finlandia, y los moluscos de agua dulce)
- 1890.  Synopsis molluscorum extramarinorum Scandinaviæ (Sueciæ, Norvegiæ, Daniæ & Fenniæ). Ed. Helsingfors
- 1901.  Synopsis Molluscorum in regione palaearctica viventium ex typo Clausilia Drap
- 1902.  Methodus dispositionis conchyliorum extramarinorum in regione palacarctica viventium.
- 1905.  Skandinavisk oologi. Ed. Bonniers. 79 pp.

- La abreviatura «Westerl.» se emplea para indicar a Carl Agardh Westerlund como autoridad en la descripción y clasificación científica de los vegetales.[1]